# Numerius Cestius
Numerius Cestius war ein römischer Politiker der frühen Kaiserzeit.
Numerius Cestius’ Vergangenheit liegt im Dunkeln, da weder der Name seines Vaters noch sein Cognomen überliefert sind. Vermutlich aber gehörte er der plebejischen gens Cestia an, die in der frühen Kaiserzeit unter den Kaisern Tiberius und Claudius zwei Konsuln hervorgebracht hatte: Gaius Cestius Gallus, ordentlicher Konsul 35 n. Chr., und dessen Sohn Gaius Cestius Gallus, Suffektkonsul 42 n. Chr.
Cestius machte unter Kaiser Nero Karriere. Er folgte diesem, der im Jahre 55 n. Chr.  als ordentlicher Konsul zum ersten Mal das Konsulat bekleidet hatte, am 1. März als Suffektkonsul nach.